# Dreher (bière)
Pour les articles homonymes, voir Dreher.
Dreher est une marque de bière italienne dont l'entreprise a été fondée en  1773 à Trieste par Franz Anton Dreher.
Depuis 1974, l'entreprise a été reprise par la marque néerlandaise Heineken.